# Anatoli Loutikov
Anatoli Stepanovitch Loutikov est un joueur d'échecs soviétique né le 5 février 1933 à Léningrad et mort le 15 octobre 1989 à Tiraspol. Champion de la R.S.F.S.R. (République de Russie) en 1955 et 1959, il finit deuxième du tournoi de Beverwijk en 1967 et reçut le titre de grand maître international en 1974. Il a participé à sept finales du championnat d'URSS, finissant troisième en 1968-1969.

## Biographie
Loutikov apprit à jouer aux échecs à treize ans au palais des pionniers de Léningrad en 1946. Il fut influencé par Aleksandr Tolouch qui privilégiait le jeu d'attaque et la tactique.
Pour vivre, Loutikov exerça plusieurs professions : enseignant, entraîneur, instructeur sportif. Cependant, alors qu'il se considérait avant tout comme un joueur d'échecs professionnel, il ne reçut jamais de rémunération de l'état pour son activité de joueur qui lui faisait parcourir toute l'Union soviétique pour disputer des tournois.
Loutikov fumait et buvait beaucoup. Vers la fin de sa vie, il souffrit de diabète.

## Carrière aux échecs
En 1949, Loutikov fit partie de l'équipe de Léningrad qui remporta le championnat d'URSS junior par équipe. L'équipe, entraînée par Tolouch et Vladimir Zak  comprenait parmi ses membres Viktor Kortchnoï et Boris Spassky. En 1950, à dix-sept ans, il participa au championnat de Léningrad et finit dernier mais les observateurs notèrent son « style brillant d'attaquant composé de sacrifices ». Son jeu positionnel et sa technique en finale restèrent cependant imparfaits. À la fin des années 1960, il introduisit l'ouverture : 1. d4 Cf6 2. c4 Cc6 et privilégia des lignes secondaires dans la partie espagnole comme 1. e4 e5 2. Cf3 Cc6 3. Fb5 a6 4. Fa4 d6 5. c3 f5.
Après une victoire lors du championnat de Russie en 1955 et une deuxième place en 1957, Anatoli Loutikov participa à sa première finale du championnat d'URSS en 1959 ; il marqua la moitié des points (9,5 / 19) et finit 10e-11e. La même année, il finit dernier de son premier tournoi international à Moscou et remporta son deuxième titre de champion de Russie. L'année suivante, en 1960, lors du championnat d'URSS à Léningrad, il marqua 9 points sur 19, puis 7,5 points en 1961. Lors de sa participation suivante à la finale, en 1964-1965, il marqua plus de la moitié des points (10,5 / 19), battant notamment l'ancien champion du monde Mikhaïl Tal. En 1967, il marqua 7,5 sur 13 lors du système suisse à Kharkov.
Son meilleur résultat lors du championnat d'échecs d'URSS fut une troisième place obtenue en 1968-1969 à Alma Ata qui lui permit de recevoir le titre de grand maître de l'Union Soviétique.
À l'étranger, Loutikov participa aux olympiades universitaires de 1956, remporta le tournoi international de Bad Salzungen en Allemagne de l'Est en  1960. 
En Russie, il finit troisième à Kislovodsk 1966 et premier du tournoi international de Doubna 1971.
En 1967, il termina deuxième derrière Boris Spassky du tournoi de Beverwijk, sans perdre une partie (+6 =9) et obtint le titre de maître international. En 1968, il finit 2e-3e du tournoi d'Amsterdam B (réservé aux maîtres internationaux). Aux Pays-Bas, il devint l'ami de Dick van Geet qui pratiquait l'ouverture van Geet : 1. Cc3. Dans les années 1970, il remporta le tournoi de Leipzig 1973 (ex æquo avec Vlastimil Hort) et obtint le titre de grand maître international à quarante ans en 1974, puis il finit vainqueur à Albena en 1976 et troisième du tournoi de Bucarest 1975.
Loutikov était un très fort joueur de blitz. En 1958, lors de la visite du jeune Bobby Fischer à Moscou, il joua une trentaine de parties en blitz contre le prodige américain, dont il gagna les deux-tiers.